# Geitoneura ocrea
Geitoneura ocrea är en fjärilsart som beskrevs av Guest. Geitoneura ocrea ingår i släktet Geitoneura och familjen praktfjärilar. Inga underarter finns listade i Catalogue of Life.